# Burnett (flod)

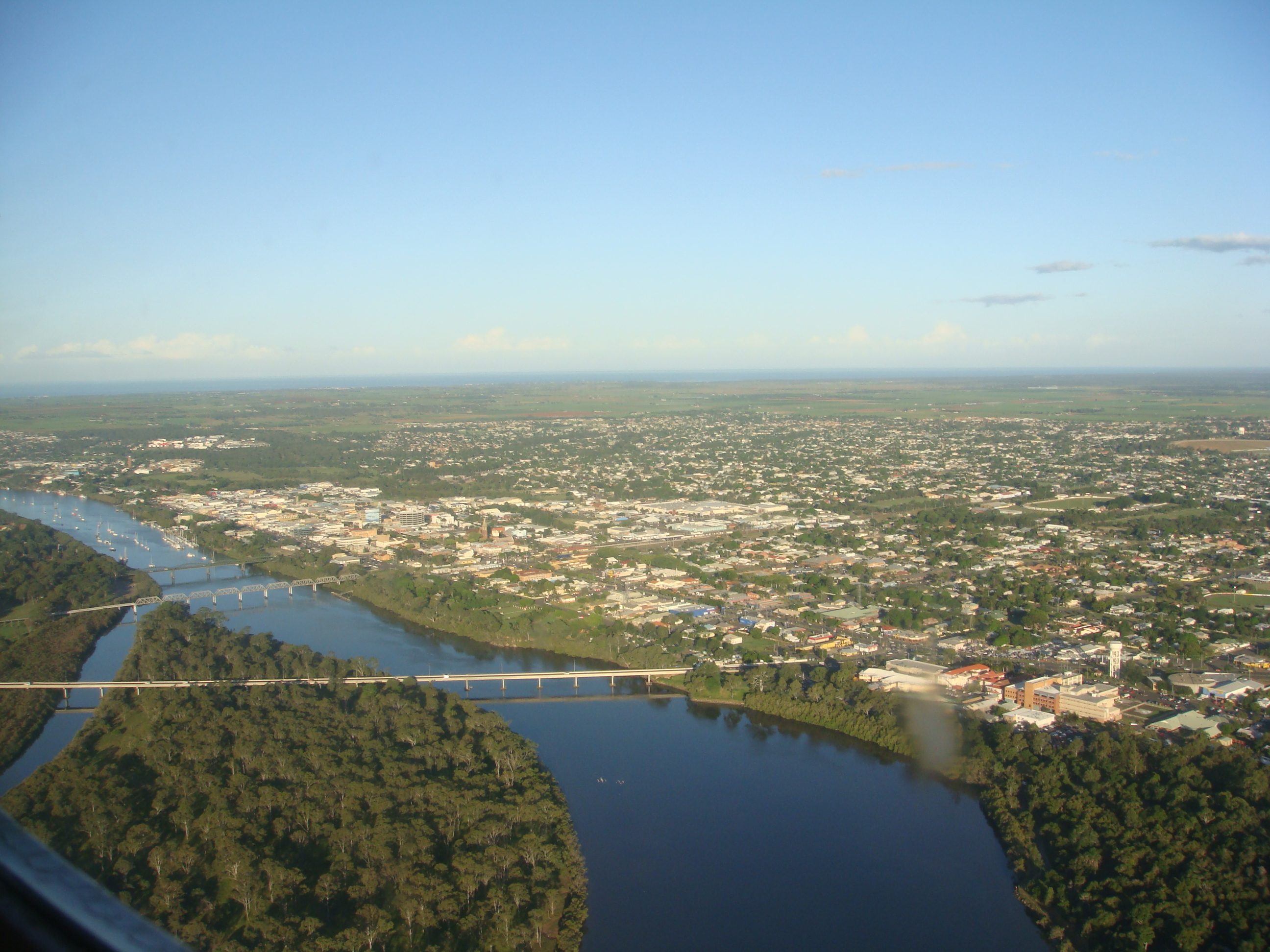
Floden Burnett vid Bundaberg.

Burnett är en flod i Queensland, Australien som mynnar i Stilla havet vid Bundaberg. I Burnett och dess bifloder förekommer den australiska lungfisken.